# Xavier av Bourbon-Parma
Xavier av Bourbon-Parma italienska: Carlo Maria Anna Giuseppe) , född 25 maj 1889 på Villa Pianore nära Viareggio, Toscana, död 7 maj 1977 i Zizers, Graubünden, var en italiensk kunglighet i exil som var tronpretendent till hertigdömet Parma. 

## Biografi
Han var son till Robert I av Parma och Maria Antonia av Portugal. Bror till österrikiska kejsarinnan Zita samt till luxemburgske prinsgemålen Felix.
Xavier gifte sig 1927 med Madeleine av Bourbon-Busset (1898–1984). 
Barn:
- Marie Françoise Antoinette Jeanne Madeleine (1928–); gift 1959 med prins Eduard von Lobkowicz (1926–)
- Carlos Hugo av Bourbon-Parma, Xavier Marie Sixte Louis Robert Jean Georges Benoît Michel (1930–2010); gift 1964 med prinsessan Irene av Nederländerna (1939–) (skilda 1981)
- Marie Thérèse Cécile Zita Charlotte (1933–2020)
- Cécile Marie Antoinette Madeleine Jeanne Agnès Françoise (1935–)
- Marie-des-Neiges Madeleine Françoise (1937–)
- Sixte Henri Hugues François Xavier (1940–)